# Wola Zaderewacka
Wola Zaderewacka (ukr. Воля-Задеревацька) – wieś na Ukrainie, w rejonie stryjskim obwodu lwowskiego.
Wieś liczy 811 mieszkańców.
W II Rzeczypospolitej do 1934 samodzielna gmina jednostkowa. Następnie należała do zbiorowej wiejskiej gminy Sokołów w powiecie stryjskim w woj. stanisławowskiem. Po wojnie wieś weszła w struktury administracyjne Związku Radzieckiego.